# Тикиляйнен, Пётр Абрамович
Пётр Абрамович Тикиляйнен (фин. Pietari Tiikkiläinen) (3 августа 1921, Марково, Петроградская губерния — 28 июля 1941, Суоярвский район) — младший сержант, Герой Советского Союза.

## Биография
Родился 3 августа 1921 года в деревне Марково Бегуницкой волости Петергофского уезда в семье крестьянина, ингерманландец.
В 1939 году по окончании школы в деревне Красная Мыза был призван в Красную армию. Участвовал в Советско-финской войне (рядовой соединения 71-й стрелковой дивизии).
В 1941 году учился в полевой школе младших командиров.
В Великую Отечественную войну — командир отделения 52-го стрелкового полка 71-й стрелковой дивизии 7-й армии. Не раз проникал в расположение врага с целью разведки.
28 июля 1941 года в районе Ристисалми в течение дня отделение под его командованием героически сдерживало ожесточённое наступление противника, не пропуская его к дороге, ведущей через Вохтозеро и Спасскую Губу на Петрозаводск. Когда закончились гранаты, Пётр Тикиляйнен поднял бойцов отделения в рукопашную штыковую контратаку. В этом бою младший сержант Пётр Тикиляйнен погиб смертью храбрых.
Похоронен в воинской братской могиле в городе Суоярви Республики Карелия.

## Семья
Мать — Анна Степановна Тикиляйнен, после Великой Отечественной войны проживала в Ленинграде.

## Память
- В 1966 году на могиле в Суоярви установлен бюст.
- В городах Петрозаводск и Суоярви именем героя названы улицы.
- В средней школе деревни Красная Мыза установлена мемориальная доска.
- В деревне Марково на доме, где жил Тикиляйнен, установлена памятная доска[5].
- Имя Тикиляйнена носил рыболовный траулер «Пётр Тикиляйнен», приписанный к порту Мурманск.
- Портрет Петра Тикиляйнена установлен в Галерее Героев Советского Союза, открытой в 1977 году в городе Петрозаводске.
- У озера Толваярви в Суоярвском районе установлен памятник на месте гибели Петра Тикиляйнена.

- Памятник Герою Советского Союза П. А. Тикиляйнену в Суоярви
- Мемориальная табличка на доме № 1 по улице Петра Тикиляйнена в Петрозаводске

## Награды
- Указом Президиума Верховного Совета СССР от 20 ноября 1941 года посмертно было присвоено звание Героя Советского Союза.
- Награждён орденом Ленина.